# Castillo de Callús
El castillo de Callús, o castillo de Gotmar, fue un castillo medieval del que quedan restos de una torre, situado en Callús, comarca de Bages. Está documentado en el siglo X y fue derribado durante la guerra civil de Juan II, en 1462. Conjuntamente con la antigua parroquia de Sant Sadurní fue el centro de la vida colectiva del pueblo hasta finales del siglo XIX, cuando llegó la industria textil en el paso del Cardener.
La primera referencia, de mediados del siglo X, habla con el nombre de Godmare. En el año 1026 se añadió el nombre de Casteluç, que derivó en Castluç el año 1054.
Los restos que quedan son una torre de planta circular derruida, de 1,5 m por 7 de diámetro exterior, restos de muros de diferentes alturas y longitudes.

## Historia
El castillo de Callús está documentado ya en 941 con el nombre de Gorm. Fue el señor Domnuç Bernat de Odena quien lo cedió por permuta a su hermano Guillem Bernat en 1054, quien a su vez la cedió a Bernat Arnal el año 1063. El castillo siguió en manos del linaje Odena al menos hasta finales del siglo XII.